# Melanitis salomonis
Melanitis salomonis är en fjärilsart som beskrevs av Hans Fruhstorfer 1908. Melanitis salomonis ingår i släktet Melanitis och familjen praktfjärilar. Inga underarter finns listade i Catalogue of Life.